# Lindon Emërllahu
Lindon Emërllahu (Mušutište, 7 dicembre 2002) è un calciatore kosovaro, centrocampista del CFR Cluj e della nazionale kosovara.

## Caratteristiche tecniche
È un centrocampista difensivo.

## Carriera

### Club
Emërllahu è cresciuto nel Ballkani ed ha debuttato in prima squadra nella stagione 2021-2022 di Superliga e Futbollit të Kosovës. A partire dalla stagione seguente ha iniziato a giocare con continuità nel centrocampo del club kosovaro.
L'11 febbraio 2025 viene acquistato dal CFR Cluj.

### Nazionale
Ha giocato nella nazionale kosovara Under-21.
Ha debuttato con la nazionale kosovara il 27 settembre 2022 nell'incontro di UEFA Nations League vinto 5-1 contro Cipro.

## Statistiche

### Presenze e reti nei club
Statistiche aggiornate al 17 aprile 2024.
| Stagione        | Squadra         | Campionato      | Campionato | Campionato | Coppe nazionali | Coppe nazionali | Coppe nazionali | Coppe continentali | Coppe continentali | Coppe continentali | Altre coppe | Altre coppe | Altre coppe | Totale | Totale | Totale |
| Stagione        | Squadra         | Comp            | Pres       | Reti       | Comp            | Pres            | Reti            | Comp               | Pres               | Reti               | Comp        | Pres        | Reti        | Pres   | Reti   |        |
| --------------- | --------------- | --------------- | ---------- | ---------- | --------------- | --------------- | --------------- | ------------------ | ------------------ | ------------------ | ----------- | ----------- | ----------- | ------ | ------ | ------ |
| 2021-2022       | Ballkani        | SL              | 11         | 0          | CK              | 0               | 0               |                    | -                  | -                  |             | -           | -           | 11     | 0      |        |
| 2022-2023       | Ballkani        | SL              | 30         | 0          | CK              | 0               | 0               | UCL+UECL           | 2+11               | 0                  | SK          | 1           | 0           | 44     | 0      |        |
| 2023-2024       | Ballkani        | SL              | 7          | 0          | CK              | 2               | 0               | UCL+UECL           | 2+2                | 0                  |             | -           | -           | 13     | 0      |        |
| Totale carriera | Totale carriera | Totale carriera | 48         | 0          |                 | 2               | 0               |                    | 17                 | 0                  |             | 1           | 0           | 68     | 0      |        |

### Cronologia presenze e reti in nazionale
| Cronologia completa delle presenze e delle reti in nazionale ― Kosovo | Cronologia completa delle presenze e delle reti in nazionale ― Kosovo | Cronologia completa delle presenze e delle reti in nazionale ― Kosovo | Cronologia completa delle presenze e delle reti in nazionale ― Kosovo | Cronologia completa delle presenze e delle reti in nazionale ― Kosovo | Cronologia completa delle presenze e delle reti in nazionale ― Kosovo | Cronologia completa delle presenze e delle reti in nazionale ― Kosovo | Cronologia completa delle presenze e delle reti in nazionale ― Kosovo |
| Data                                                                  | Città                                                                 | In casa                                                               | Risultato                                                             | Ospiti                                                                | Competizione                                                          | Reti                                                                  | Note                                                                  |
| --------------------------------------------------------------------- | --------------------------------------------------------------------- | --------------------------------------------------------------------- | --------------------------------------------------------------------- | --------------------------------------------------------------------- | --------------------------------------------------------------------- | --------------------------------------------------------------------- | --------------------------------------------------------------------- |
| 27-9-2022                                                             | Pristina                                                              | Kosovo                                                                | 5 – 1                                                                 | Cipro                                                                 | UEFA Nations League 2022-2023 - 1º turno                              | -                                                                     | 89’                                                                   |
| 19-11-2022                                                            | Pristina                                                              | Kosovo                                                                | 1 – 1                                                                 | Fær Øer                                                               | Amichevole                                                            | -                                                                     |                                                                       |
| 5-6-2024                                                              | Oslo                                                                  | Norvegia                                                              | 3 – 0                                                                 | Kosovo                                                                | Amichevole                                                            | -                                                                     | 78’                                                                   |
| 9-9-2024                                                              | Larnaca                                                               | Cipro                                                                 | 0 – 4                                                                 | Kosovo                                                                | UEFA Nations League 2024-2025 - 1º turno                              | -                                                                     | 87’                                                                   |
| 15-10-2024                                                            | Pristina                                                              | Kosovo                                                                | 3 – 0                                                                 | Cipro                                                                 | UEFA Nations League 2024-2025 - 1º turno                              | -                                                                     |                                                                       |
| 18-11-2024                                                            | Pristina                                                              | Kosovo                                                                | 1 – 0                                                                 | Lituania                                                              | UEFA Nations League 2024-2025 - 1º turno                              | -                                                                     | 46’                                                                   |
| 20-3-2025                                                             | Pristina                                                              | Kosovo                                                                | 2 – 1                                                                 | Islanda                                                               | UEFA Nations League 2024-2025 - Play-off                              | -                                                                     | 88’                                                                   |
| 23-3-2025                                                             | Murcia                                                                | Islanda                                                               | 1 – 3                                                                 | Kosovo                                                                | UEFA Nations League 2024-2025 - Play-off                              | -                                                                     | 55’                                                                   |
| 6-6-2025                                                              | Pristina                                                              | Kosovo                                                                | 5 – 2                                                                 | Armenia                                                               | Amichevole                                                            | 1                                                                     | 64’                                                                   |
| Totale                                                                |                                                                       | Presenze                                                              | 9                                                                     |                                                                       | Reti                                                                  | 1                                                                     |                                                                       |

## Palmarès

### Club

#### Competizioni nazionali
- Campionato kosovaro: 3

Ballkani: 2021-2022, 2022-2023, 2023-2024
- Supercoppa del Kosovo: 2

Ballkani: 2023, 2024
- Coppa del Kosovo: 1

Ballkani: 2023-2024
- Coppa di Romania: 1

CFR Cluj: 2024-2025